# Deutsches Volksblatt
Deutsches Volksblatt fue un periódico brasileño editado en la ciudad de São Leopoldo. Fue un periódico impulsado por los jesuitas en contraposición al periódico germano anticatólico Koseritz Deutsche Zeitung. Circuló desde el 10 de marzo de 1871 hasta 1939 cuando fue cerrado en medio de la campaña de nacionalización promovida durante el Estado Novo. Después de la Segunda Guerra Mundial, el periódico volvió a abrir entre 1956 y 1960 con el nombre Neues Deutsches Volksblatt.